# Cana

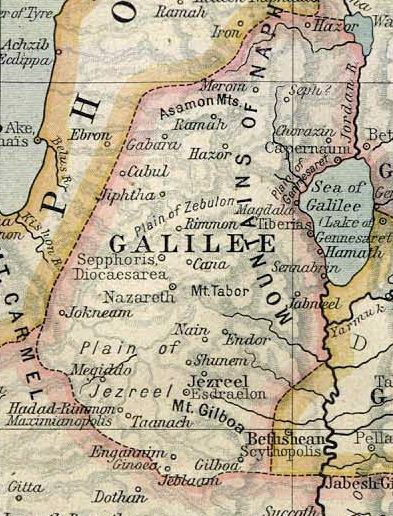
Una mappa della Galilea antica. Cana è situata a nord-est di Nazaret ed a nord del Monte Tabor.

Cana è una città della Galilea antica.

## Riferimenti nel Vangelo di Giovanni
In particolare, è il luogo in cui è avvenuto il primo miracolo di Gesù, la trasformazione dell'acqua in vino durante un matrimonio. Il Vangelo di Giovanni cita Cana anche in altre occasioni: come località in cui si trovava Gesù quando gli venne chiesto di curare il figlio del funzionario regio di Cafarnao (4, 46) e come città d'origine di Natanaele, identificato con Bartolomeo apostolo. Non si hanno però altri riferimenti biblici.
Alcune tradizioni indicano inoltre Cana come la città di nascita di Simone il Cananeo, uno dei dodici apostoli di Gesù Cristo.

## Localizzazione geografica
L'evangelista non fornisce indicazioni precise sulla sua esatta posizione topografica, che non ci è quindi nota con certezza. Una tradizione risalente al XIII secolo la identifica con il villaggio di Kefr Kenna, 7 chilometri a nord-est di Nazaret; altri la situano presso Kenet el-Jalīl (Cana di Galilea, nota anche come Khirbet Qana), più a nord, ma anche presso ‘Ain Kana, particolarmente vicina rispetto ad altri due villaggi e più probabile per l'etimologia del nome, o presso Qana, un villaggio del Libano meridionale.